# Yeste
Yeste è un comune spagnolo situato nella comunità autonoma di Castiglia-La Mancia.
Il comune è composto, oltre che dal capoluogo omonimo, dalle seguenti località: Alcantarilla, Arguellite, Fuentes, Góntar, Graya, Jartos, Moropeche, Paúles, Rala, Raspilla, Sege, Tindavar e Tus.